# La Météo de Gulli
 (mars 2019).
Si vous disposez d'ouvrages ou d'articles de référence ou si vous connaissez des sites web de qualité traitant du thème abordé ici, merci de compléter l'article en donnant les références utiles à sa vérifiabilité et en les liant à la section « Notes et références ».
La Météo de Gulli est un programme pour enfants d'environ 3 minutes par épisode diffusé sur Gulli (et sur TiJi) de 2008 jusqu'à la rentrée 2013. Elle mettait en scène Toobo, un bonobo en 3D qui présentait les prévisions météorologiques du jour et parfois du lendemain.

## Déroulement
Dans chaque numéro, après une courte introduction à propos d'un thème concernant l'environnement et l'écologie (parfois d'autres thèmes), Toobo présente les prévisions météorologiques et les températures pour les plus grandes villes de France, sur une carte découpée en cinq parties toujours présentée dans le même ordre :
- Île-de-France (composé des villes de Paris, Pontoise, Versailles, Evry et Melun dans l'émission).
- Nord Est (avec les régions des Hauts-de-France, du Grand Est et de la Bourgogne-Franche-Comté) (composé des villes de Lille, Amiens, Reims, Strasbourg, Auxerre et Besançon dans l'émission).
- Sud Est + Corse (avec les régions d'Auvergne-Rhône-Alpes, de Provence-Alpes-Côte d'Azur, de la Corse et d'une partie Est partie de l'Occitanie) (composé des villes de Clermont-Ferrand, Lyon, Montpellier, Marseille, Bastia et Ajaccio dans l'émission).
- Sud Ouest (avec la région de Nouvelle-Aquitaine et d'une partie Ouest de l'Occitanie) (composé des villes de Poitiers, Limoges, Bordeaux, Toulouse et Biarritz dans l'émission).
- Nord Ouest (avec les régions de Pays de la Loire, de Bretagne, de Normandie et du Centre-Val de Loire) (composé des villes de Brest, Rouen, Nantes et Tours dans l'émission).

Pour chaque partie de carte présentée un zoom était fait sur cette dernière dévoilant le temps prévu et la température dans les villes susnommées 
Pour chaque portion, Toobo conseille aux enfants une tenue adaptée au temps prévu dans un petit cadre intitulé Mon choix de vêtements.
Toobo donne ensuite l'éphéméride du lendemain, composée des horaires de lever et de coucher du soleil, et du prénom qui sera fêté.
Pour terminer chaque émission, Toobo présente Le geste du jour (renommé ensuite Tous en forme !), dans lequel il donne des conseils simples, pratiques et écologiques (comme recycler et trier ses déchets, éteindre les appareils la nuit, manger des aliments sains...).

## Voix de Toobo
La voix de Toobo a été assurée par Gwenaëlle Jegou.

## Produits dérivés
Un DVD intitulé Tout nouveau, Toobo a été commercialisé. On y retrouve des activités et jeux interactifs (autour de la faune, la flore, la nourriture), les meilleurs moments de l'émission, des conseils écologiques, des recettes de cuisine, un livre de coloriages, un Toobo en papier à plier et un poster.

## Autour de l'émission
- L'émission fut créée en partenariat avec mangerbouger.fr.
- Toobo présentait d'abord l'émission devant un fond nuageux, puis la présentera ensuite depuis sa chambre.
- Toobo a un petit frère nommé Jules.
- Toobo est présenté comme étant un bonobo, or les bonobos n'ont normalement pas de queue.
- La rubrique concluant l'émission a été repris sur Gulli sous les titres Le geste écolo de Gulli et Tous en forme sur Gulli ainsi que sur TiJi sous le titre Les trucs & astuces de Toobo.